# Fosse no 6 - 14 des mines de Courrières
La fosse no 6 - 14 dite Alfred Dupont ou fosse de Fouquières de la Compagnie des mines de Courrières est un ancien charbonnage du Bassin minier du Nord-Pas-de-Calais, situé à Fouquières-lez-Lens. La fosse no 6 est commencée en avril ou en août 1875, et commence à produire en 1877. Le puits no 14 est commencé en 1903 et mis en service le 10 avril 1908. La fosse est détruite durant la Première Guerre mondiale. Des cités sont bâties à proximité de la fosse. Les terrils nos 95 et 95A sont édifiés au nord et à l'ouest de la fosse.
La Compagnie des mines de Courrières est nationalisée en 1946, et intègre le Groupe d'Hénin-Liétard. Le puits no 6 est modernisé en 1953, et concentre alors la fosse no 10 - 20. Le puits no 14 est modernisé en 1954, date à laquelle le criblage-lavoir s'arrête de fonctionner. La fosse no 6 - 14 est concentrée en 1965 sur la fosse no 3 - 15. Le puits no 14 est remblayé en 1973, son chevalement est détruit en 1975. Le puits de la fosse no 6 est concentré en 1983 sur la fosse no 4 - 5 des mines de Drocourt, et est remblayé en 1987. Son chevalement est détruit en 1988. Les terrils sont en quasi-totalité exploités.
Les cités ont été partiellement détruites, le reste a été rénové. Au début du XXIe siècle, Charbonnages de France matérialise les têtes des puits nos 6 et 14. Les terrils sont devenus des espaces de promenade.

## La fosse

### Fonçage

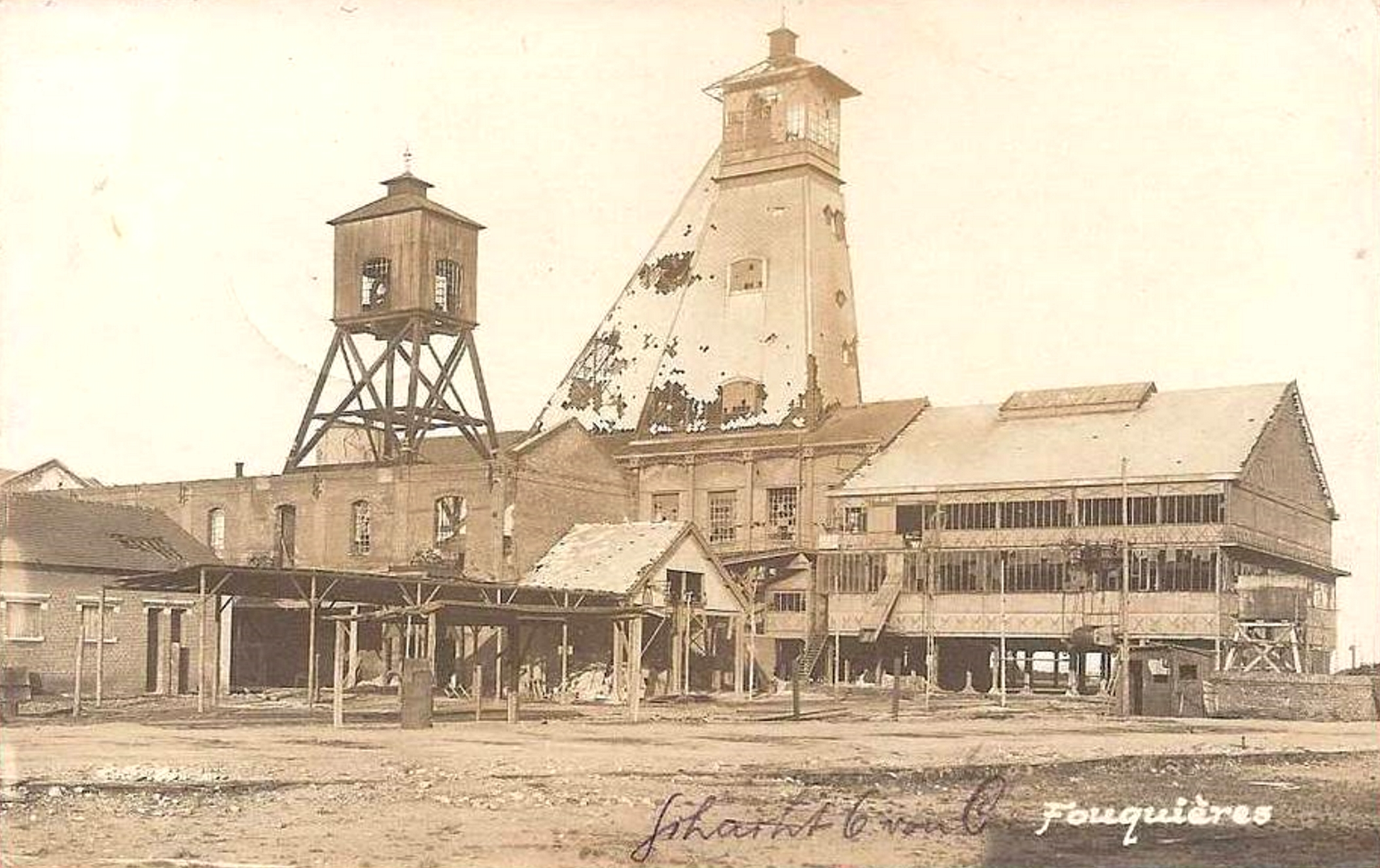
La fosse pendant la guerre.

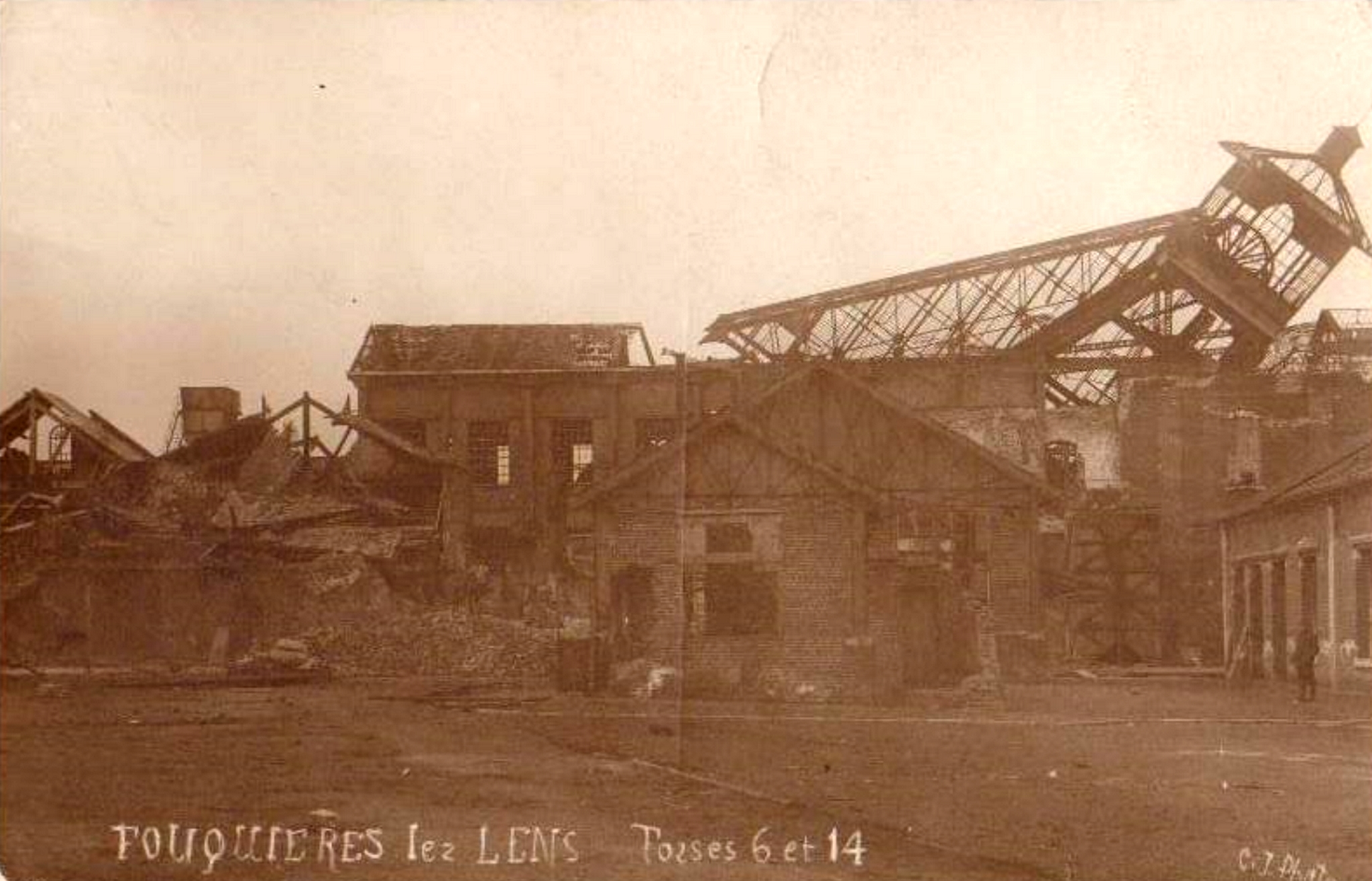
La fosse détruite.

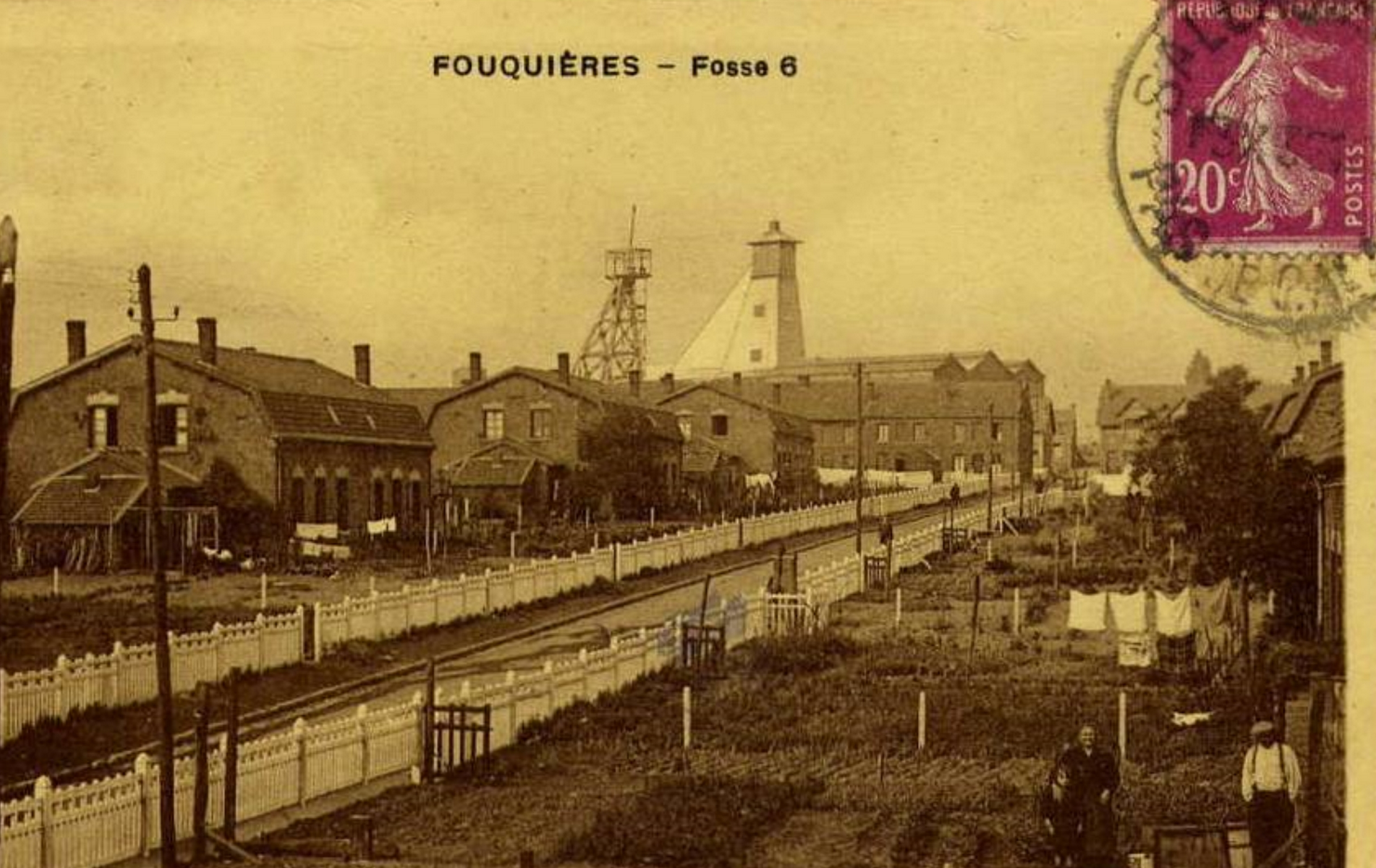
La fosse en cours de reconstruction.

La fosse no 6, également nommée fosse de Fouquières, est commencée par la Compagnie des mines de Courrières en avril ou en août 1875, à 740 mètres au nord de la route nationale no 43, de Lens à Douai, et à 500 mètres vers l'ouest du clocher de la commune. Elle est ouverte à 1 096 mètres au nord-nord-est de la fosse no 2, sur un faisceau précédemment reconnu par des galeries.
L'orifice du puits est à l'altitude de 38,26 mètres,. La tête des eaux est rencontrée à treize mètres de profondeur. Le niveau d'eau a été passé avec moins de difficultés qu'à la fosse no 5, mais par le même procédé. Le puits a un diamètre utile de 4,50 mètres. Le terrain houiller est atteint à la profondeur de 144,60 mètres,. L'approfondissement est arrêté à la profondeur de 243 mètres en août 1877.

### Exploitation
La fosse commence à produire en 1877 ou en décembre 1880. La houille tient de 34 à 40 % de matières volatiles.
Dans les années 1890, le puits a atteint la profondeur de 323,60 mètres. Les accrochages sont établis à 184, 203 et 253 mètres de profondeur, mais seul le dernier est en activité.
Le puits no 14 est commencé en 1903 et mis en service le 10 avril 1908. Il est situé à 45 mètres au nord du puits no 6. La fosse est détruite durant la Première Guerre mondiale.
La Compagnie des mines de Courrières est nationalisée en 1946, et intègre le Groupe d'Hénin-Liétard. Le puits no 6 est modernisé en 1953 afin de recevoir des berlines de 3 000 litres. Elle concentre cette année-là la fosse no 10 - 20, sise à 1 512 mètres au sud. Cette dernière voit ses puits remblayés deux ans plus tard.
Le puits no 14 est modifié pour pouvoir accueillir des berlines de 600 litres en 1954, le criblage-lavoir est arrêté. En 1964, l'extraction se fait à l'étage de 600 mètres pour remplacer celui de 492 mètres. La fosse est concentrée en 1965 sur la fosse no 3 - 15, sise à Méricourt à 1 735 mètres au sud-ouest. La production de la fosse no 6 - 14 remonte alors par la fosse no 3 - 15. Le puits no 6 assure le retour d'air, et est en conséquence équipé de puissants ventilateurs.
Le puits no 14, profond de 669 mètres, est remblayé en 1973, son chevalement est détruit deux ans plus tard. Le puits no 6 continue de servir jusqu'en 1987, date à laquelle ses 647 mètres sont remblayés. Depuis 1983, elle dépendait de la fosse no 4 - 5 des mines de Drocourt. Le chevalement est détruit en 1988.

### Reconversion
Au début du XXIe siècle, Charbonnages de France matérialise les têtes des puits nos 6 - 14. Le BRGM y effectue des inspections chaque année. Les ateliers-magasins sont détruits en 2005 et les bureaux en 2007. Il ne reste plus que les bains-douches et la lampisterie qui sont dans un mauvais état.

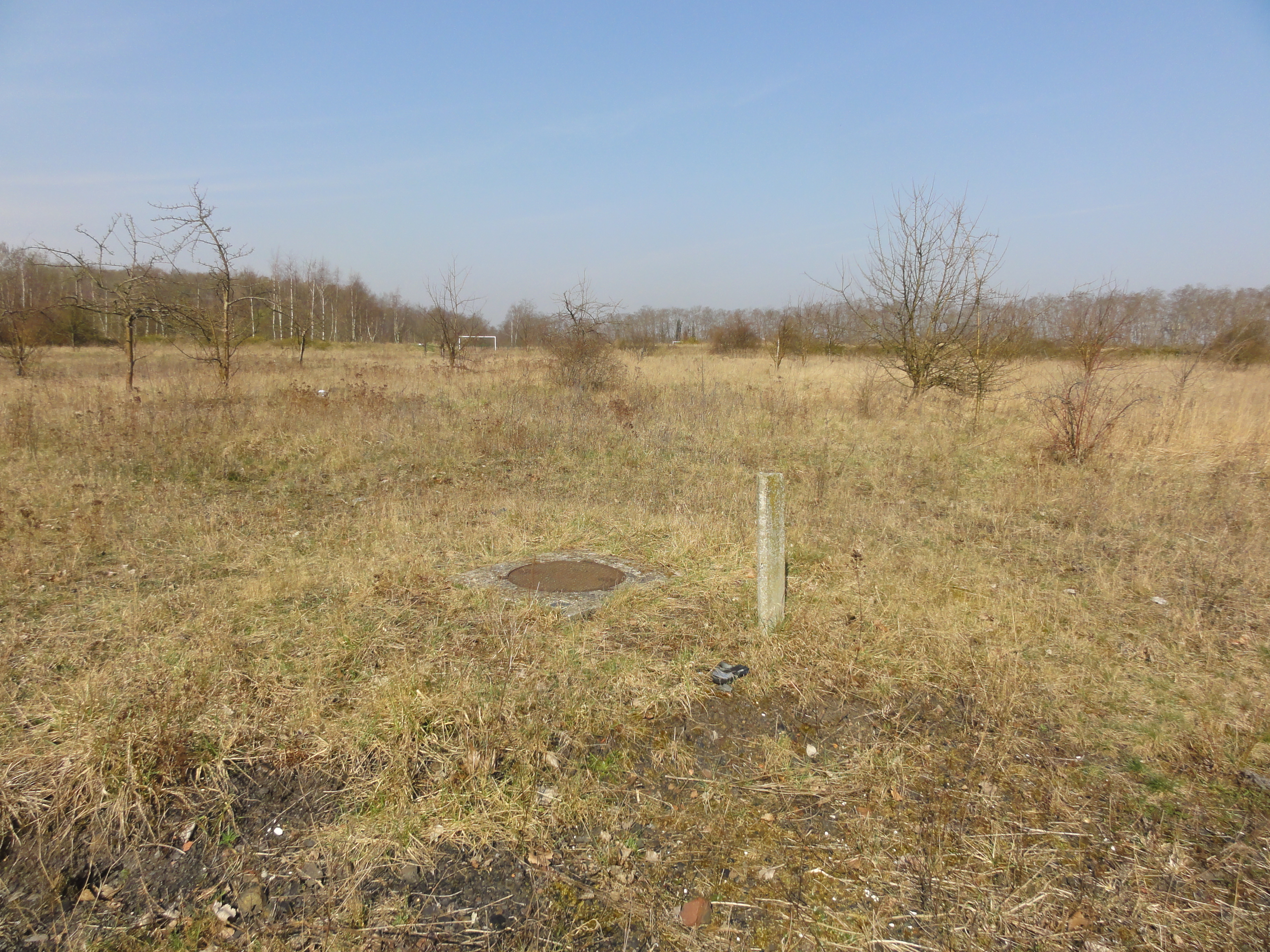
Le puits no 6 dans son environnement.
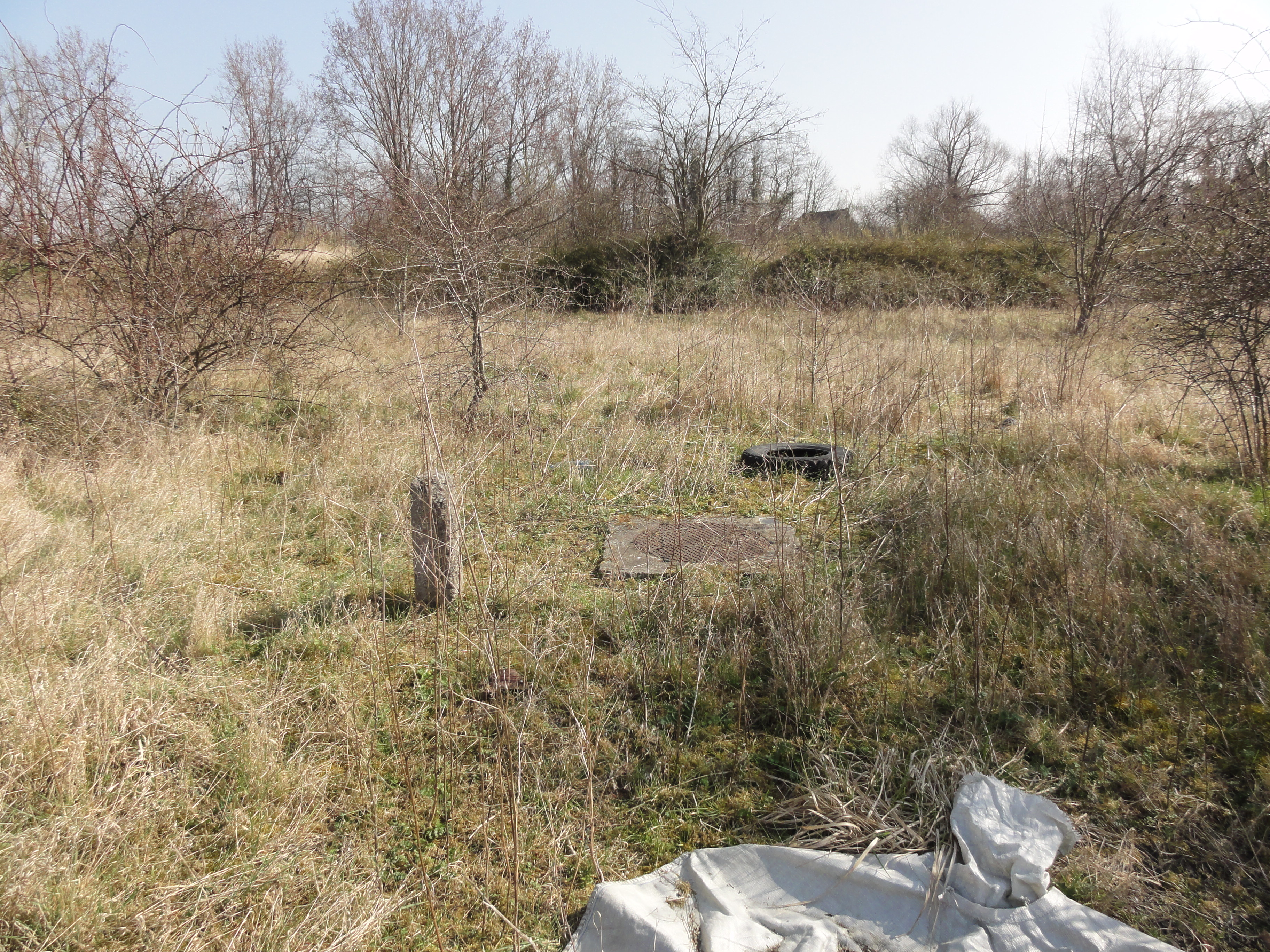
Le puits no 14 dans son environnement.
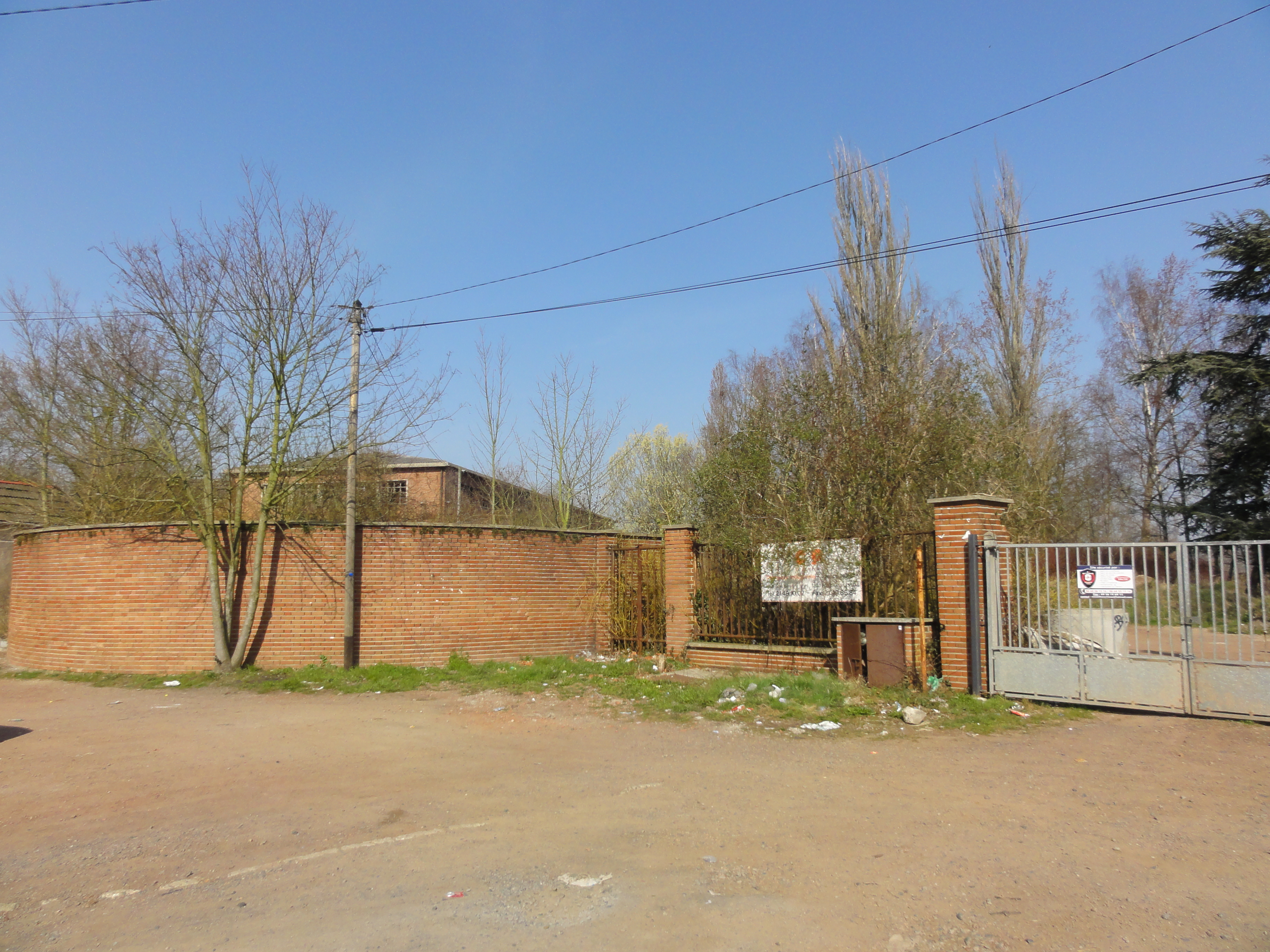
L'entrée de la fosse.
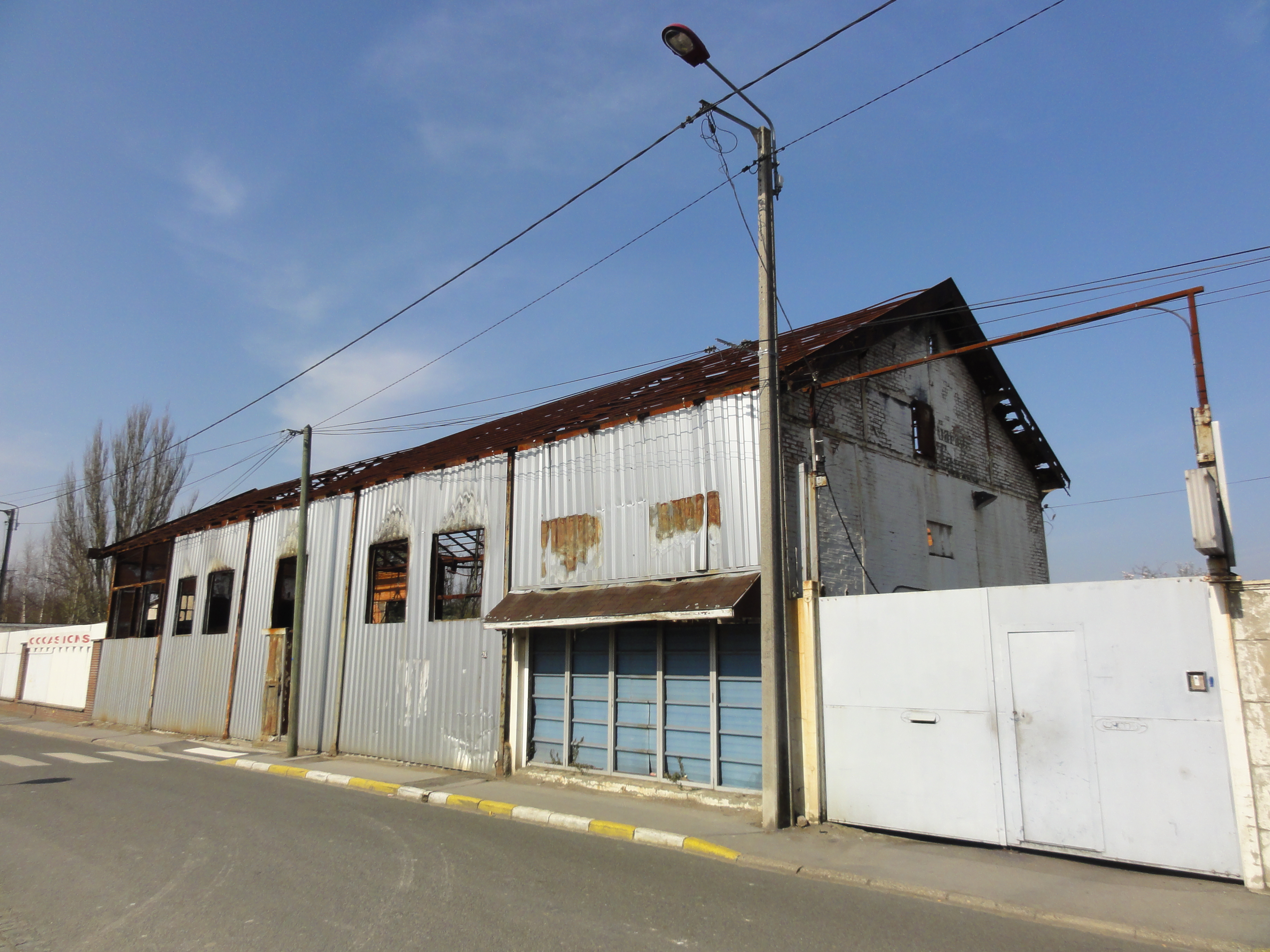
La lampisterie.
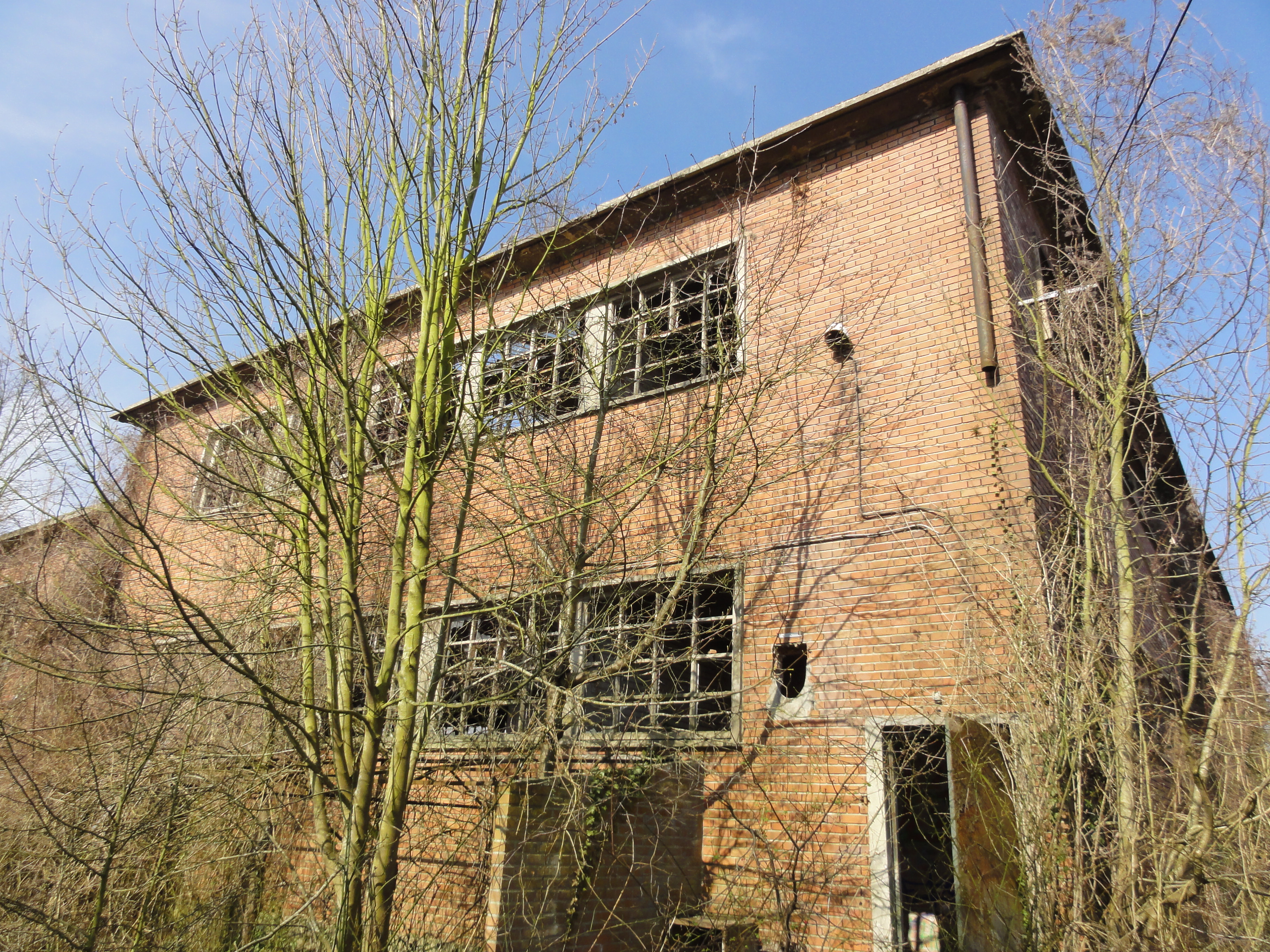
Les bains-douches.
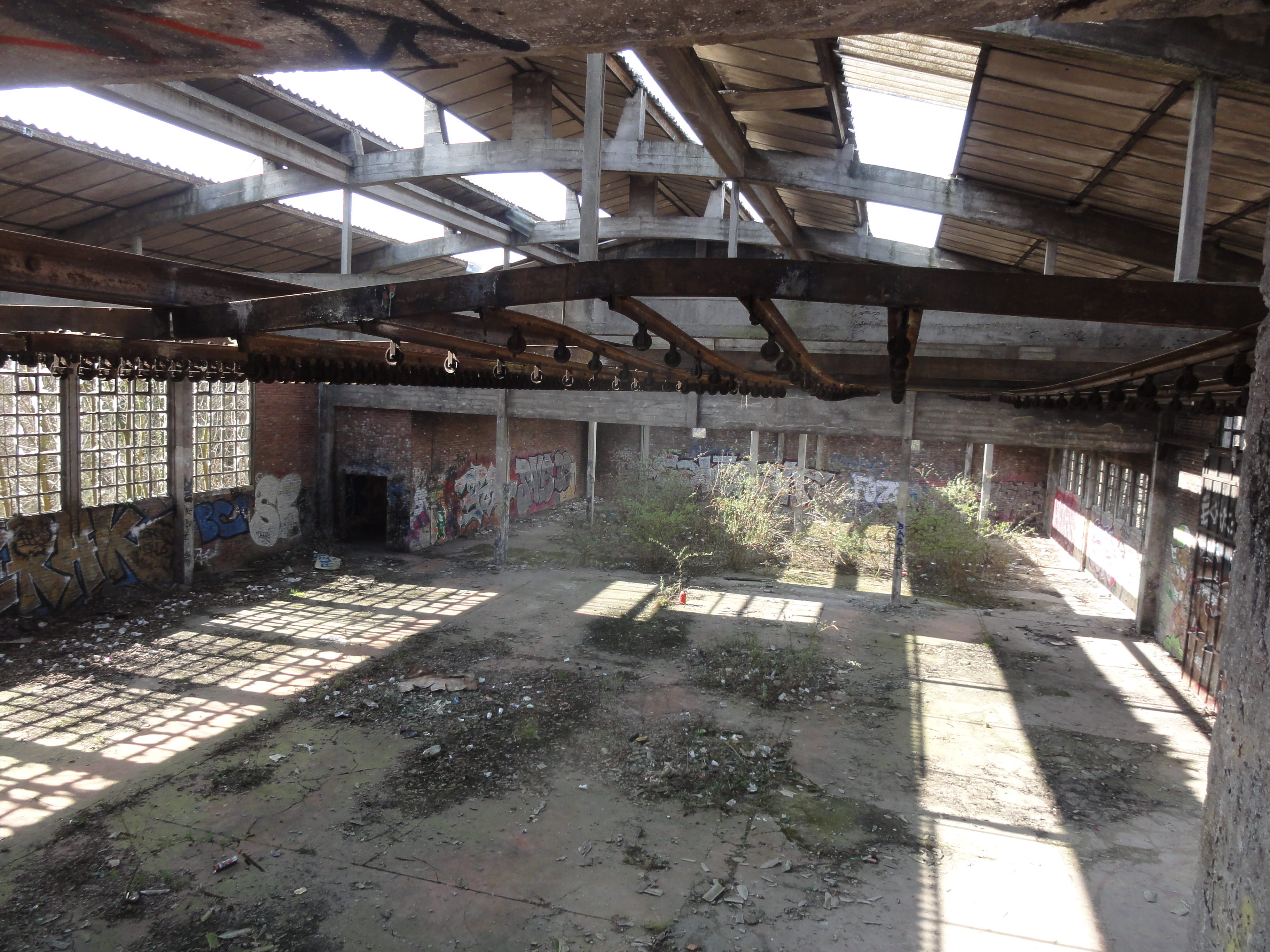
Les bains-douches.

## Les terrils

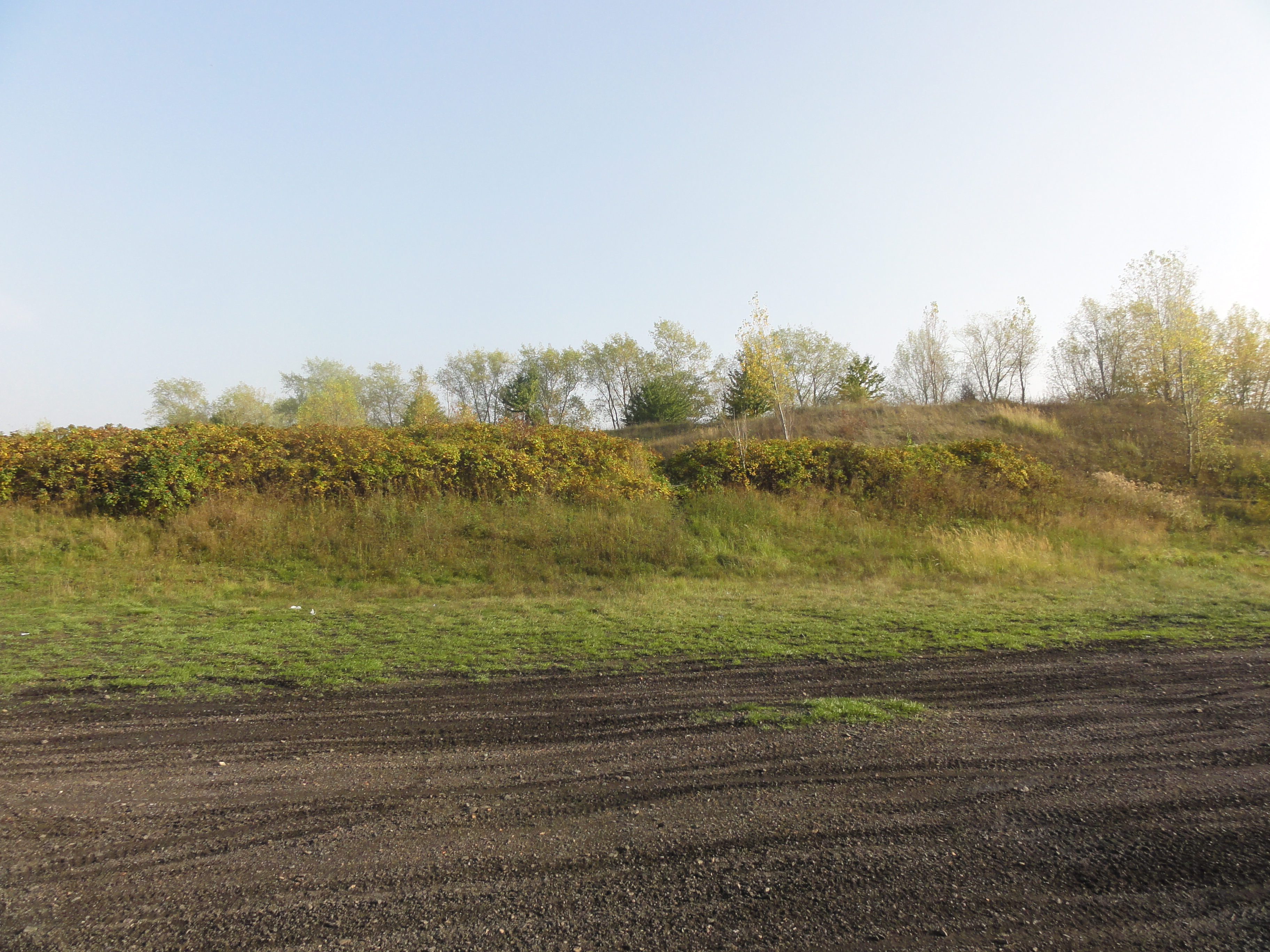
Le terril no 95.

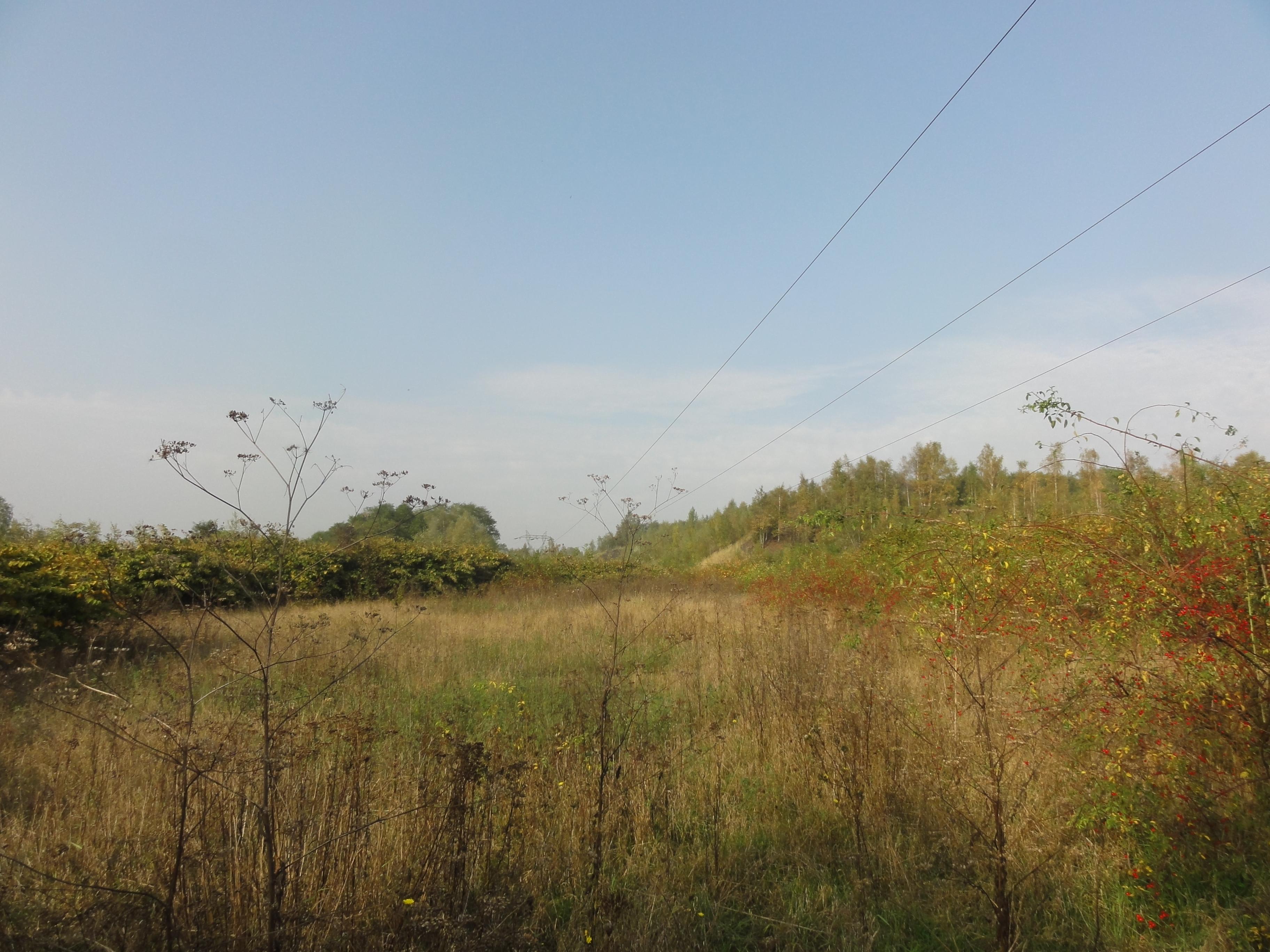
Le terril no 95A.

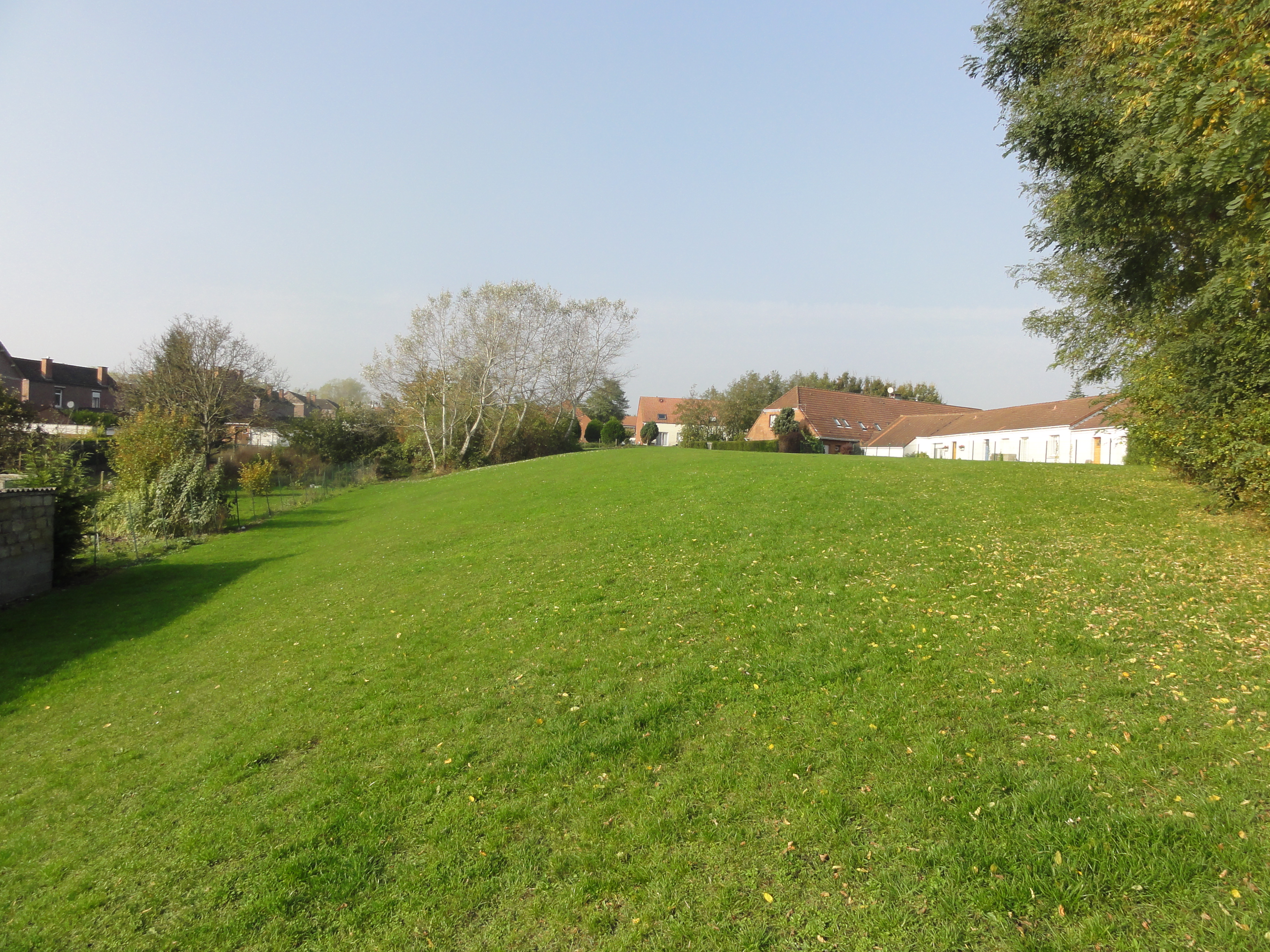
Le terril no 208.

Deux terrils résultent de l'exploitation de la fosse. Le terril no 260, Lavoir de Fouquières, est accolé à ces deux terrils.

### Terrilno95, 6 Sud de Courrières
50° 25′ 37″ N, 2° 54′ 06″ E
Le terril no 95, situé à Fouquières-lez-Lens, était un terril conique, exploité, alimenté par la fosse no 6 - 14. Il n'en subsiste que la base.

### Terrilno95A, 6 Sud de Courrières
50° 25′ 29″ N, 2° 53′ 48″ E
Le terril no 95, situé à Fouquières-lez-Lens, était un terril plat, exploité, alimenté par la fosse no 6 - 14. Il n'en subsiste que la base.

### Terrilno208, Cavalier du Quart de Six Heures
50° 25′ 27″ N, 2° 54′ 23″ E
Le terril no 208, Cavalier du Quart de Six Heures, disparu, situé à Fouquières-lès-Lens, était un terril cavalier embranchant, au reste du réseau ferroviaire des mines de Courrières, la fosse no 6 - 14.

## Les cités
Des cités ont été bâties à proximité de la fosse no 6 - 14.

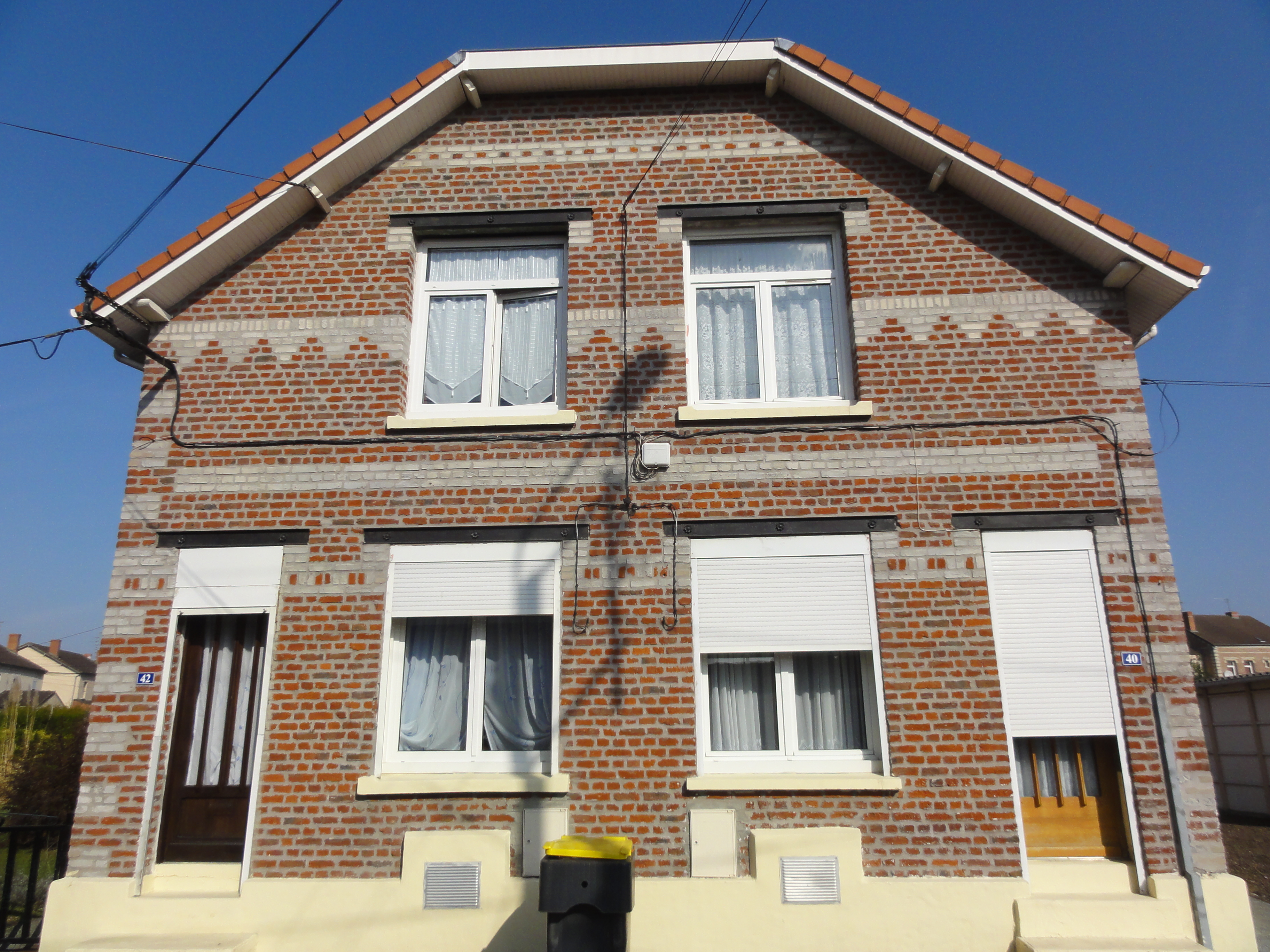
Des habitations groupées par deux.
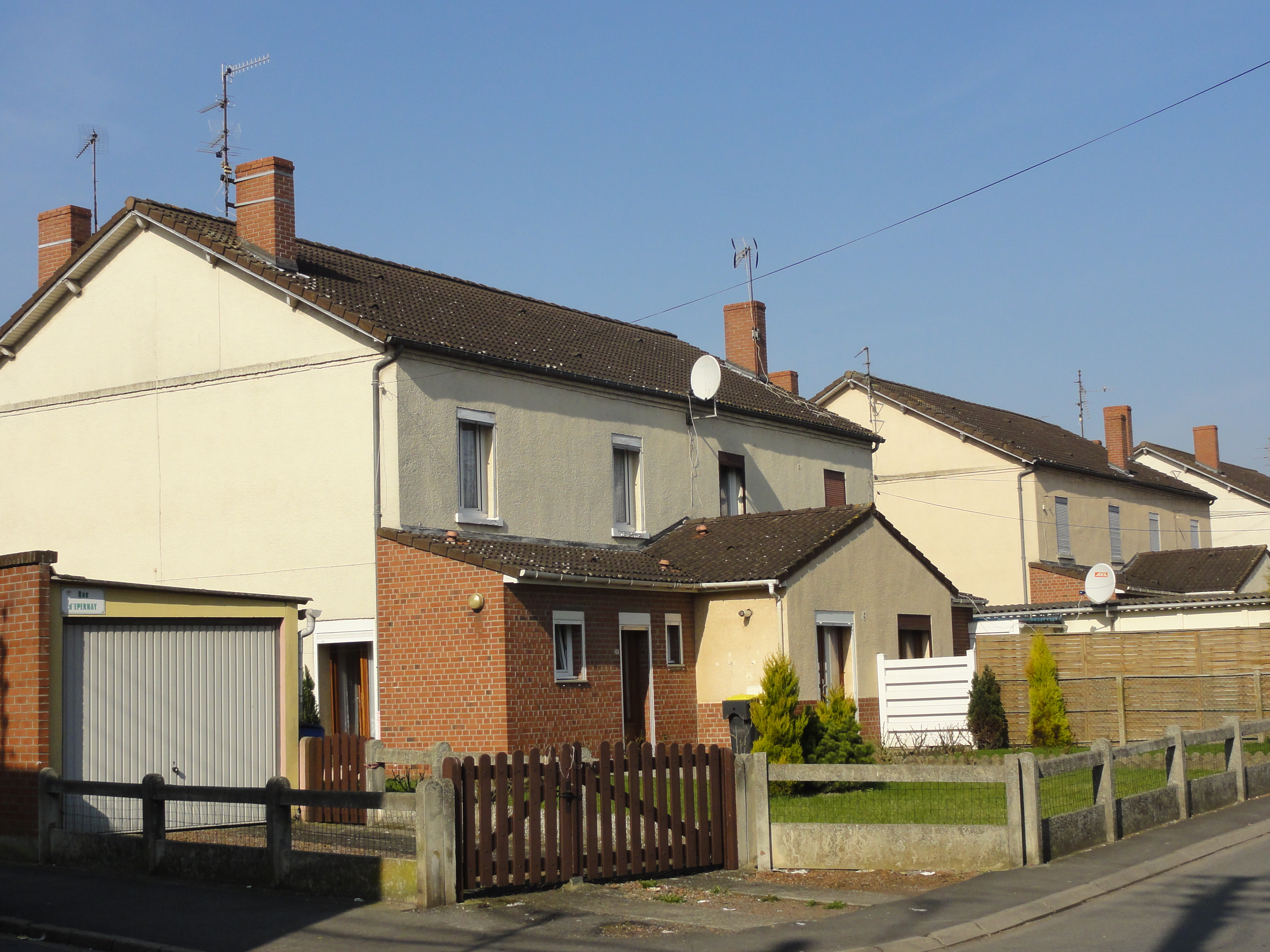
Des habitations groupées par quatre.
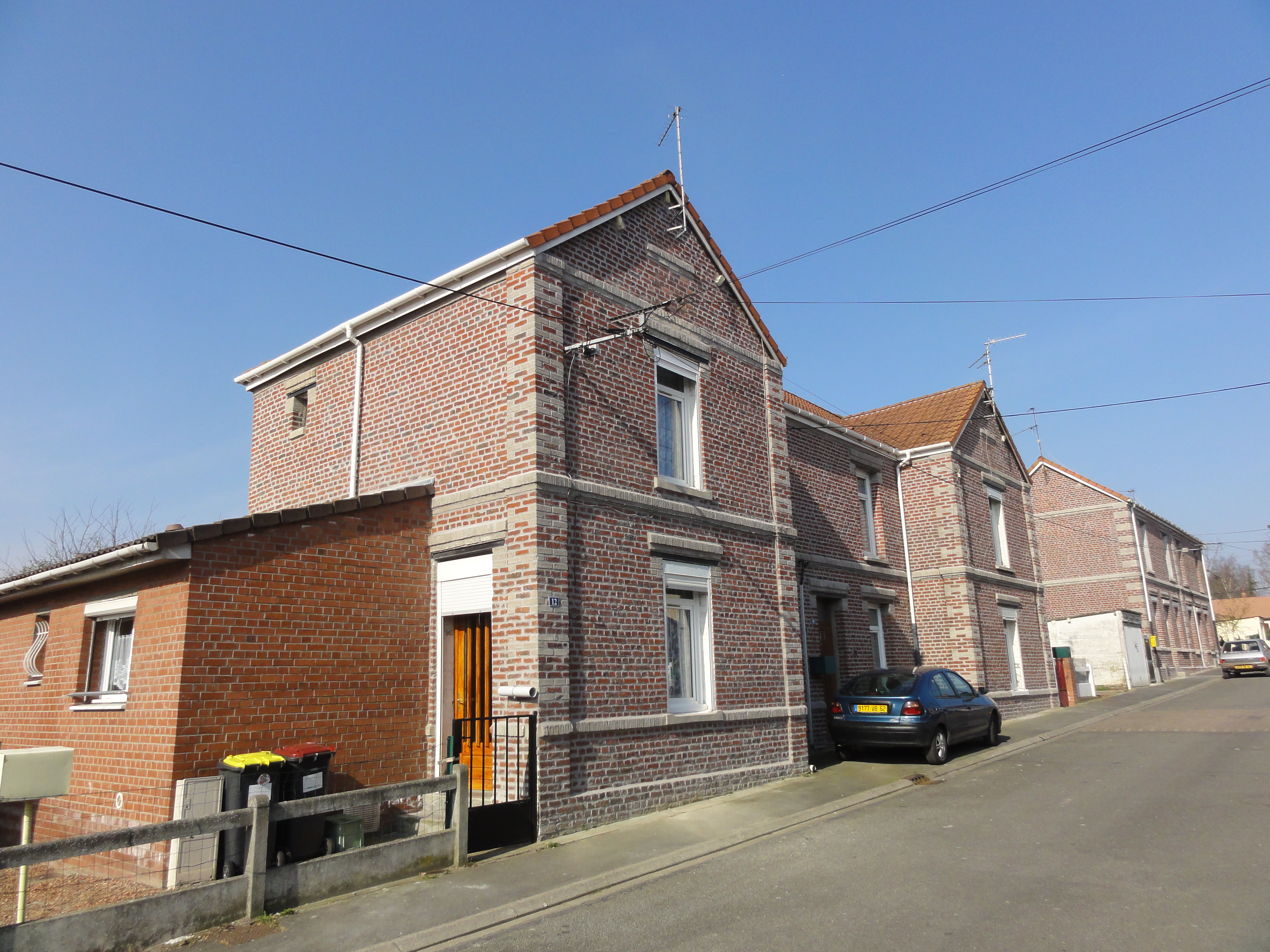
Des habitations groupées par trois.
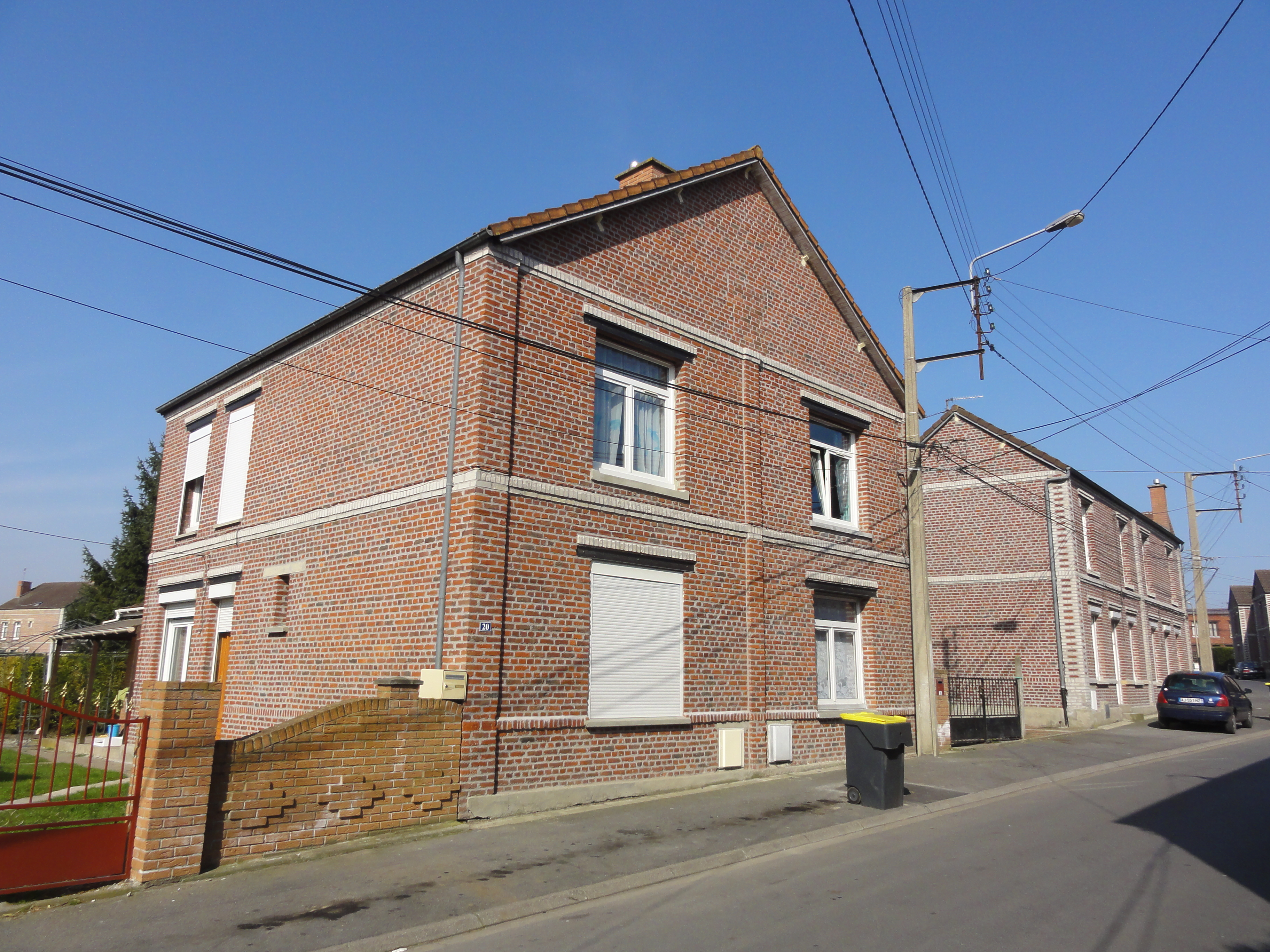
Des habitations groupées par deux.
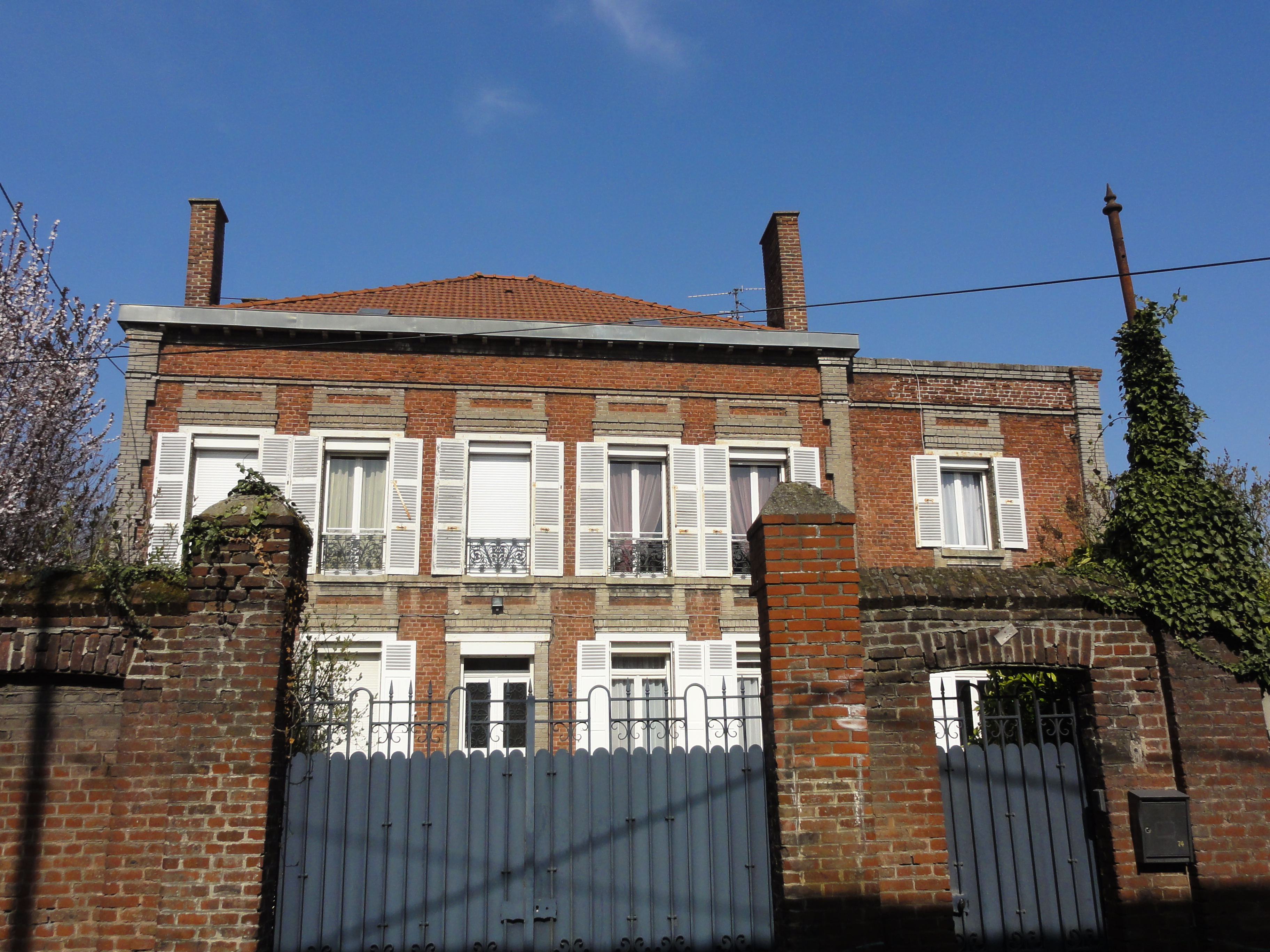
Une maison d'ingénieur.
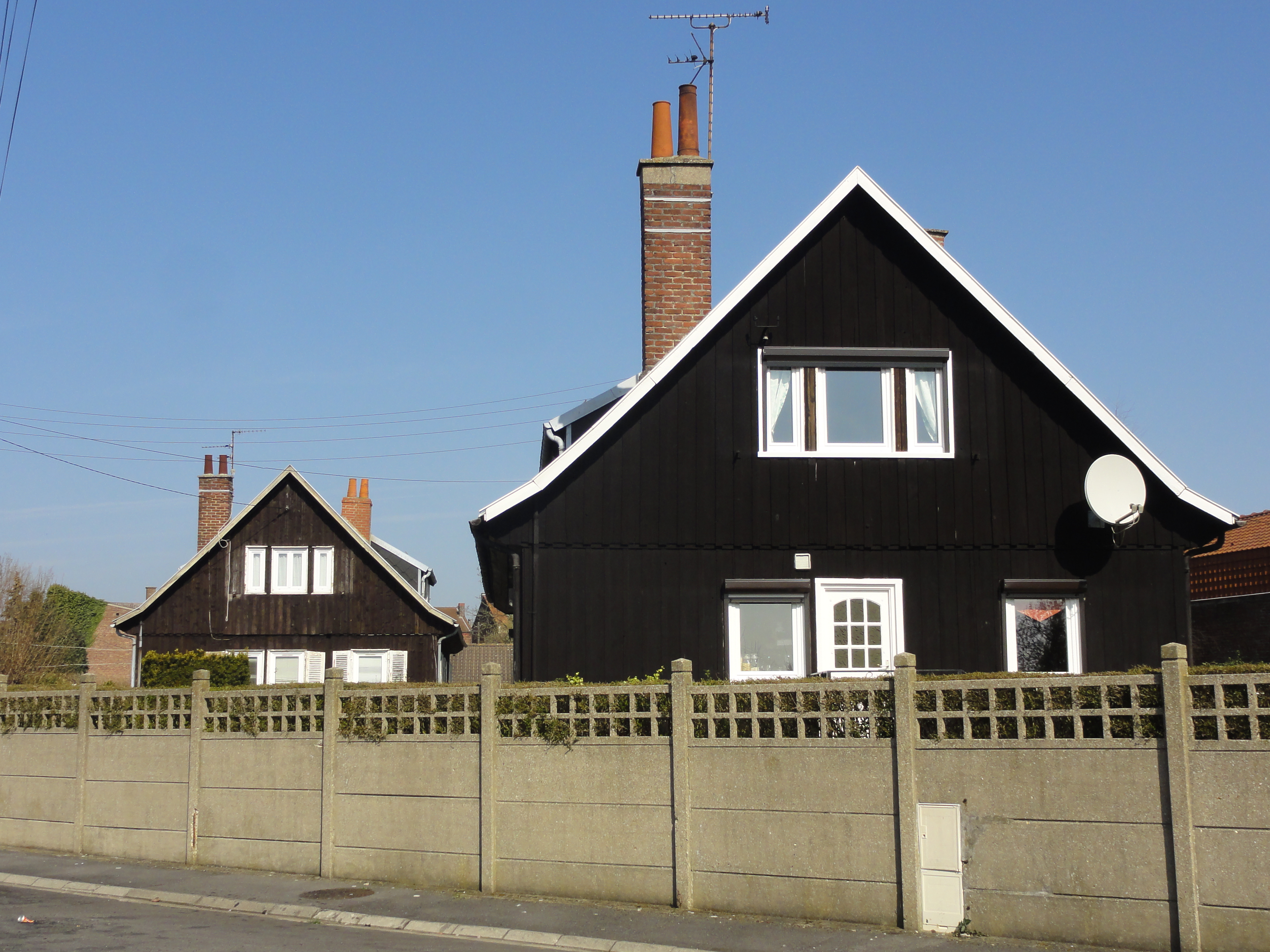
Des habitations post-Nationalisation.

### Les écoles

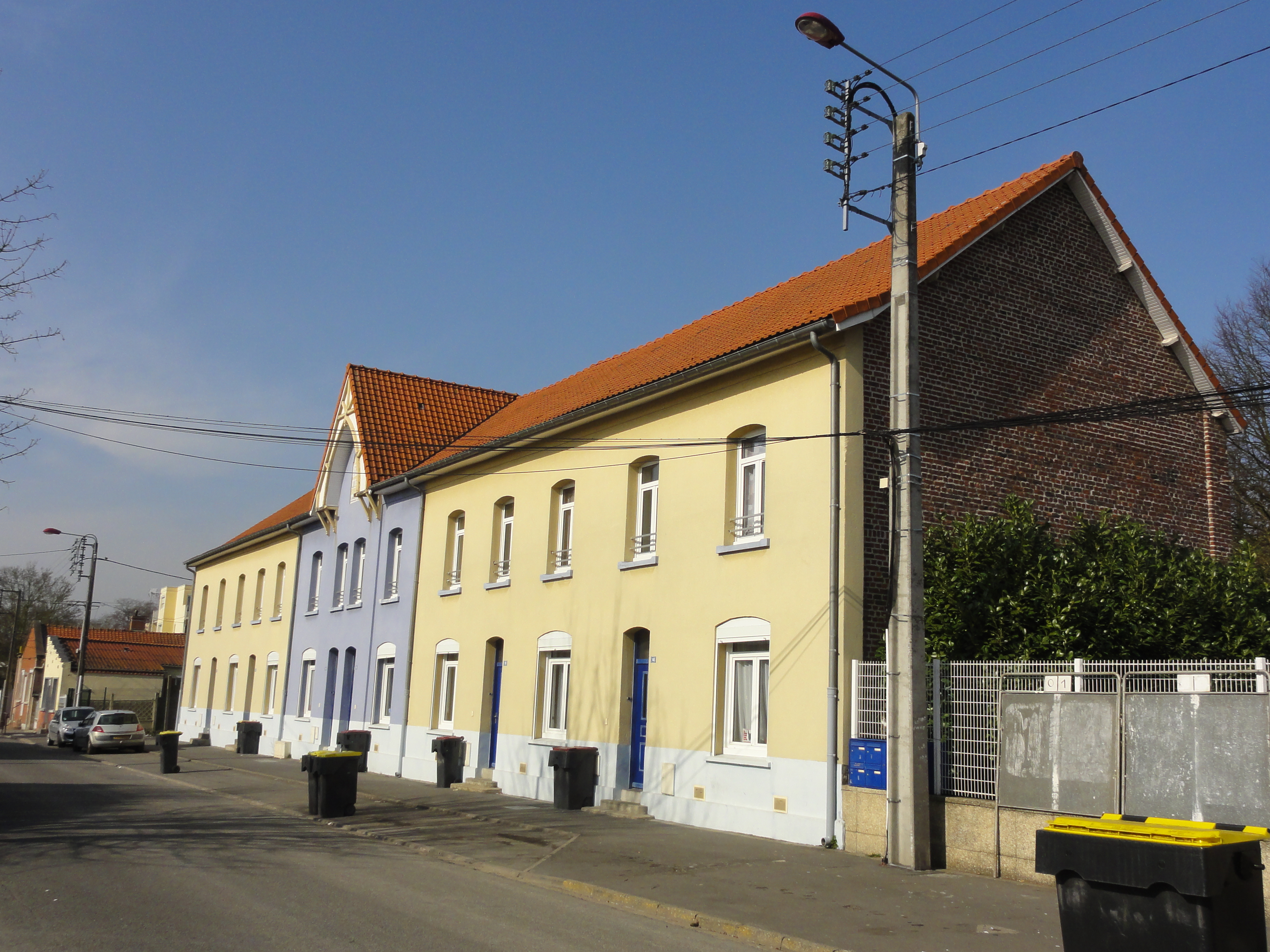
Les écoles.

50° 25′ 21″ N, 2° 53′ 57″ E
Des écoles ont été bâties dans les cités de la fosse no 6 - 14.